# Amanda Weir

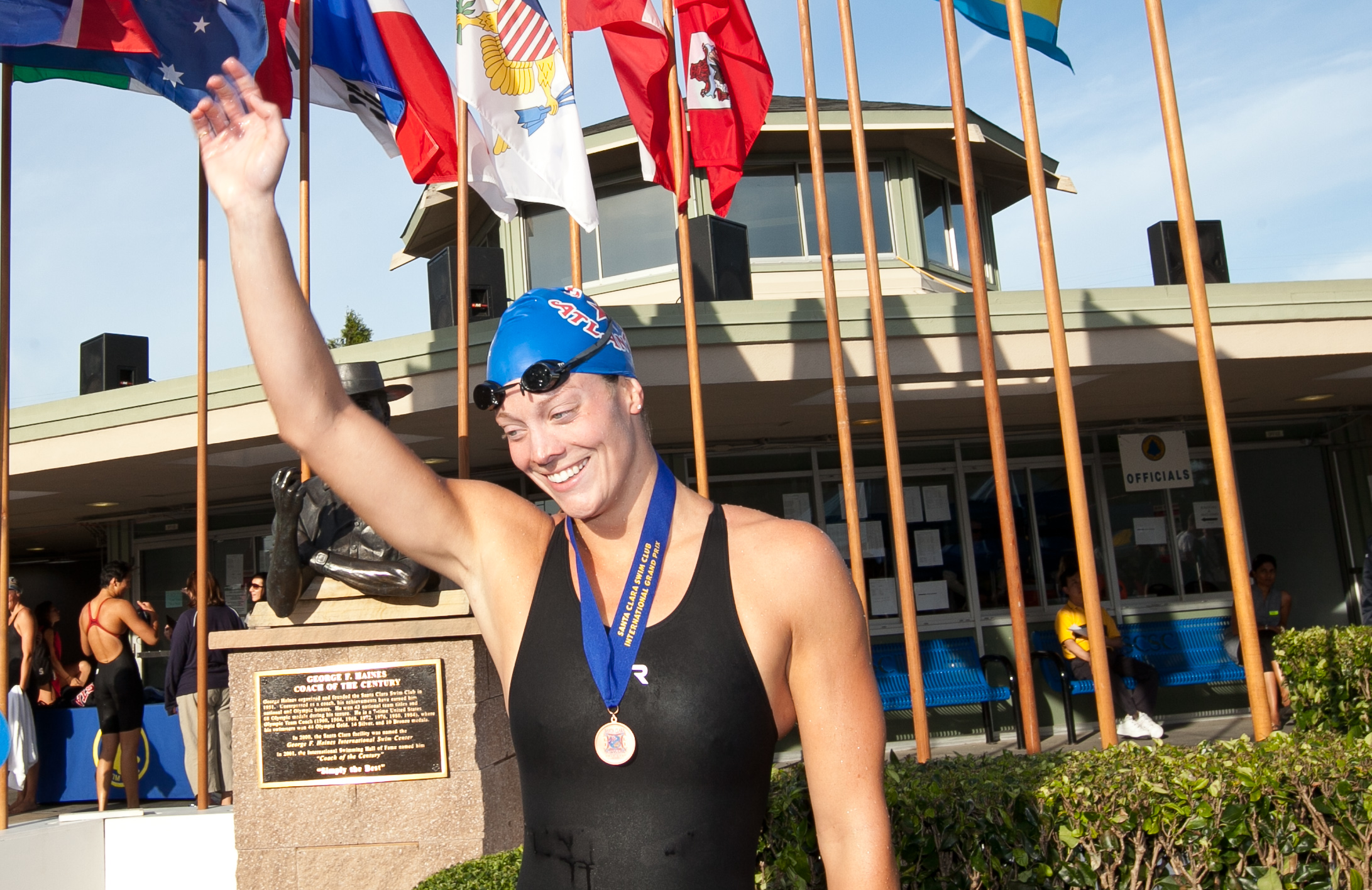
Amanda Weir 2011 in Santa Clara

Amanda Jo Weir, nach Heirat Amanda Jo Davis (* 11. März 1986 in Davenport, Iowa), ist eine Schwimmerin aus den Vereinigten Staaten. Sie gewann bei Olympischen Spielen drei Silbermedaillen und eine Bronzemedaille. Bei Weltmeisterschaften erhielt sie zweimal Gold, viermal Silber und einmal Bronze auf der 50-Meter-Bahn sowie dreimal Gold, siebenmal Silber und einmal Bronze auf der 25-Meter-Bahn.

## Sportliche Karriere
Amanda Weir gewann 2005 vier Meistertitel der National Collegiate Athletic Association als Mitglied von Staffeln der University of Georgia. Nach einem Semester an der University of Southern California wurde sie Profi. Ihr Großonkel war der Folksänger Burl Ives.

### Die Jahre bis 2004 mit der ersten Olympiateilnahme
Bei den Panamerikanischen Spielen 2003 in Santo Domingo gewann Weir zwei Goldmedaillen. Sie siegte mit der 4-mal-100-Meter-Freistilstaffel und mit der 4-mal-100-Meter-Lagenstaffel. 2004 bei den Olympischen Spielen in Athen erreichte die 4-mal-100-Meter-Freistilstaffel mit Amanda Weir, Colleen Lanne, Lindsay Benko und Maritza Correia das Finale mit der zweitschnellsten Vorlaufzeit. Im Endlauf steigerten sich Kara Lynn Joyce, Natalie Coughlin, Amanda Weir und Jenny Thompson gegenüber der Vorlaufstaffel um drei Sekunden und gewannen die Silbermedaille hinter den Australierinnen und vor den Niederländerinnen. Auch die nur im Staffelvorlauf eingesetzten Schwimmerinnen erhielten eine Medaille. In der 4-mal-100-Meter-Lagenstaffel schwammen im Vorlauf Haley Cope, Tara Kirk, Rachel Komisarz und Amanda Weir. Im Finale waren Natalie Coughlin, Amanda Beard, Jenny Thompson und Kara Lynn Joyce 3,7 Sekunden schneller als die Vorlaufstaffel und wurden Olympiazweite hinter den Australierinnen. Ende 2004 bei den Kurzbahnweltmeisterschaften in Indianapolis siegte die 4-mal-100-Meter-Freistilstaffel mit Amanda Weir, Kara Lynn Joyce, Lindsay Benko und Jenny Thompson. Zusätzlich erhielt Weir eine Silbermedaille für ihren Vorlaufeinsatz in der 4-mal-100-Meter-Lagenstaffel.

### Die Jahre bis 2008 mit Weltmeisterschaftsgold 2007
2005 bei den Weltmeisterschaften in Montreal belegte die 4-mal-100-Meter-Freistilstaffel mit Natalie Coughlin, Kara Lynn Joyce, Lacey Nymeyer und Amanda Weir den dritten Platz mit 0,07 Sekunden Rückstand auf die zweitplatzierte deutsche Staffel. Im Vorlauf waren Mary Descenza und Emily Silver dabei. Über 100 Meter Freistil wurde Amanda Weir Vierte mit 0,03 Sekunden Rückstand auf die drittplatzierte Natalie Coughlin. Über 50 Meter Freistil schied Weir im Semifinale aus. Zum Abschluss der Wettbewerbe erkämpfte die 4-mal-100-Meter-Lagenstaffel mit Natalie Coughlin, Jessica Hardy, Rachel Comisarz und Amanda Weir die Silbermedaille hinter den Australierinnen. Im Vorlauf waren Jeri Ross, Tara Kirk, Mary Descenza und Lacey Nymeyer eingesetzt worden.
Im April 2006 bei den Kurzbahnweltmeisterschaften in Shanghai gewannen Kate Ziegler, Rachel Komisarz, Amanda Weir und Kaitlin Sandeno Bronze in der 4-mal-200-Meter-Freistilstaffel. Die 4-mal-100-Meter-Freistilstaffel erreichte den fünften Platz. Für ihren Einsatz im Vorlauf der 4-ml-100-Meter-Lagenstaffel erhielt Weir eine Silbermedaille. Bei den Pan Pacific Swimming Championships 2006 im kanadischen Victoria siegte Amanda Weir mit der 4-mal-100-Meter-Freistilstaffel und mit der 4-mal-100-Meter-Lagenstaffel. Über 100 Meter Freistil erschwamm Weir Silber mit 0,05 Sekunden Rückstand auf Natalie Coughlin.
Bei den Weltmeisterschaften 2007 in Melbourne schwamm  die 4-mal-100-Meter-Freistilstaffel mit Dana Vollmer, Lacey Nymeyer, Amanda Weir und Kara-Lynn Joyce die schnellste Vorlaufzeit. Im Endlauf siegten die Australierinnen mit 0,2 Sekunden Vorsprung vor Natalie Coughlin, Lacey Nymeyer, Amanda Weir und Kara-Lynn Joyce. Über 100 Meter Freistil schied Weir im Halbfinale aus. Die 4-mal-200-Meter-Freistilstaffel mit Amanda Weir, Margaret Hoelzer, Lacey Nymeyer und Kara Lynn Joyce erreichte das Finale mit der achtschnellsten Vorlaufzeit und hatte nur 0,11 Sekunden Vorsprung vor den neuntplatzierten Chinesinnen. Im Finale stellten Natalie Coughlin, Dana Vollmer, Lacey Nymeyer und Katie Hoff in 7:50,09 Minuten einen neuen Weltrekord auf und waren fast dreizehn Sekunden schneller als die Vorlaufstaffel. Im Vorlauf der 4-mal-100-Meter-Lagenstaffeln schwammen Leila Vaziri, Jessica Hardy, Dana Vollmer und Amanda Weir die schnellste Zeit. Im Endlauf siegten die Australierinnen vor Natalie Coughlin, Tara Kirk, Rachel Komisarz und Lacey Nymeyer. Weir hatte damit in Melbourne einen kompletten Medaillensatz erhalten, auch wenn sie nur in einem Finale geschwommen war.
Im Olympiajahr 2008 trat Weir nicht in Erscheinung.

### Die Jahre bis 2012 mit der zweiten Olympiateilnahme
2009 bei den Weltmeisterschaften in Rom belegte die 4-mal-100-Meter-Freistilstaffel mit Amanda Weir, Dara Torres, Christine Magnuson und Dana Vollmer den vierten Platz mit 2,22 Sekunden Rückstand auf die drittplatzierten Australierinnen. Ebenfalls Vierte wurde Weir über 100 Meter Freistil, hier fehlten ihr 0,19 Sekunden auf die Bronzemedaille. Schließlich wurde sie Siebte über 50 Meter Freistil. Im August 2010 bei den Pan Pacific Swimming Championships 2010 in Irvine erschwamm Amanda Weir eine Goldmedaille mit der 4-mal-100-Meter-Freistilstaffel. Über 50 Meter Freistil wurde sie Zweite hinter Jessica Hardy. Vier Monate später bei den Kurzbahnweltmeisterschaften in Dubai erhielt Weir eine Silbermedaille für ihren Vorlaufeinsatz in der 4-mal-100-Meter-Lagenstaffel. Auch in der 4-mal-100-Meter-Freistilstaffel wurde Weir nur im Vorlauf eingesetzt und auch hier erhielt sie Silber. Über 50 Meter Freistil schied Weir im Halbfinale aus.
Bei den Weltmeisterschaften 2011 in Shanghai schwammen Jessica Hardy, Kara-Lynn Joyce, Missy Franklin und Amanda Weir die schnellste Vorlaufzeit. Im Finale der 4-mal-100-Meter-Freistilstaffeln siegten die Niederländerinnen vor Natalie Coughlin, Missy Franklin, Jessica Hardy und Dana Vollmer. Über 50 Meter Freistil schied Weir als Elfte im Halbfinale aus. Die 4-mal-100-Meter-Lagenstaffel mit Elizabeth Pelton, Rebecca Soni, Christine Magnuson und Amanda Weir erreichte das Finale als Vorlauferste. Im Finale waren Natalie Coughlin, Rebecca Soni, Dana Vollmer und Missy Franklin viereinhalb Sekunden schneller und siegten mit über drei Sekunden Vorsprung vor den Chinesinnen. Acht Jahre nach Athen war Amanda Weir 2012 in London zum zweiten Mal bei Olympischen Spielen. Die 4-mal-100-Meter Freistilstaffel mit Lia Neal, Amanda Weir, Natalie Coughlin und Allison Schmitt erreichte das Finale mit der nach den Australierinnen besten Vorlaufzeit. Im Endlauf siegten die Australierinnen vor den Niederländerinnen. Missy Franklin, Jessica Hardy, Lia Neal und Allison Schmitt belegten den dritten Platz.

### Die Jahre bis 2016 mit der dritten Olympiateilnahme
Ende 2014 bei den Kurzbahnweltmeisterschaften in Doha trat Amanda Weir in vier Staffelvorläufen an. Mit der 4-mal-100-Meter-Freistilstaffel, 4-mal-50-Meter-Lagenstaffel und der 4-mal-50-Meter-Freistilstaffel erhielt sie jeweils eine Silbermedaille für ihren Vorlaufeinsatz. Lediglich die 4-mal-100-Meter-Lagenstaffel verfehlte den Einzug in den Endlauf. 2015 bei den Panamerikanischen Spielen in Toronto erhielt Weir eine Goldmedaille für ihren Vorlaufstart in der 4-mal-200-Meter-Freistilstaffel. Mit der 4-mal-100-Meter-Freistilstaffel wurde sie Zweite hinter den Kanadierinnen. Über 100 Meter Freistil trat Amanda Weir auch in einer Einzeldisziplin an und belegte den achten Platz.
Bei den Olympischen Spielen 2016 in Rio de Janeiro belegte die 4-mal-100-Meter-Freistilstaffel mit Amanda Weir, Lia Neal, Allison Schmitt und Katie Ledecky im Vorlauf den zweiten Platz hinter den Australierinnen. Im Finale siegten die Australierinnen mit neuem Weltrekord und 1,2 Sekunden Vorsprung vor Simone Manuel, Abbey Weitzeil, Dana Vollmer und Katie Ledecky, Dritte wurden die Kanadierinnen. Ende 2016 bei den Kurzbahnweltmeisterschaften in Windsor erreichten die 4-mal-100-Meter-Freistilstaffel mit Katrina Marie Konopka, Katherine Drabot, Madison Kennedy und Ali De Loof das Finale mit der siebtschnellsten Vorlaufzeit. Im Finale siegten Amanda Weir, Kelsi Worrell, Madison Kennedy und Mallory Comerford mit über einer Sekunde Vorsprung vor den Italienerinnen. Die Vorlaufschnellsten aus Kanada wurden im Finale disqualifiziert. Über 50 Meter Freistil belegte Amanda Weir den achten Platz. Amanda Weir, Kelsi Worrell, Madison Kennedy und Katrina Marie Konopka wurden als 4-mal-50-Meter-Freistilstaffel Vierte mit 0,25 Sekunden Rückstand auf die drittplatzierten Italienerinnen. In der 4-mal-100-Meter-Lagenstaffel waren Hellen Stewart Moffitt, Molly Hannis, Sarah Gibson und Amanda Weir die schnellste Vorlaufstaffel. Im Finale schwammen Ali De Loof, Lilly King, Kelsi Worrell und Mallory Comerford fast fünf Sekunden schneller und siegten vor den Kanadierinnen und den Australierinnen. Die Kurzbahnweltmeisterschaften in Windsor waren Weirs letzte große internationale Meisterschaftsteilnahme. In den Vereinigten Staaten trat sie noch 2023 bei einem Meeting an.